# Rhipidura superflua
El abanico de Buru (Rhipidura superflua) es una especie de ave paseriforme de la familia Rhipiduridae endémica de la isla de Buru, Indonesia.

## Distribución y hábitat
Se encuentra únicamente en la isla de Buru, de las Molucas meridionales. Sus hábitats naturales son las selvas tropicales húmedas subtropicales de la isla. La especie ocupa una gran extensión que excede los 20,000 km² y existe una población estable de más de 10,000 individuos, y por lo tanto no se la considera una especie amenazada.